# Melodien der blev væk
Melodien der blev væk er titlen på forfatteren og teatermaleren Kjeld Abells musikalske komedie med undertitlen 'Larsen, Komedie i 21 billeder'.
Stykket havde premiere på Riddersalen den 6. september 1935 i forfatterens egen instruktion. Det blev en øjeblikkelig succes og spillede i de følgende 2 år mere end 600 gange. Musikken er skrevet af Bernhard Christensen og Herman D. Koppel, sangteksterne af Sven Møller Kristensen. Hovedrollen som Larsen spilledes af Peter Poulsen og hans kone af Karen Lykkehus. 
Efterfølgende blev stykket opført i både London, Paris og de øvrige nordiske lande. I Finland blev det endvidere filmatiseret.
Stykkets handling tager udgangspunkt i den meget almindelige mand Larsen, der har mistet melodien. Den lykke, han havde, da han som ung mødte sin kone, er forduftet i hverdagens dont og trummerum, og de sætter sammen ud for at genfinde den.
"Sangen om Larsen" blev en landeplage, og omkvædet Det sku' være så godt/og så' det faktisk skidt er siden gået ind i sproget som talemåde.
Stykket spilles til tider stadig på danske scener, senest på Nørrebro Teater i 2016.